# 七十七国集团
七十七國集團（英語：Group of 77）是一個由134個发展中国家組成的經濟組織，旨在促進成員的集體經濟利益，並增強其聯合談判能力。
七十七國集團成立於1964年6月15日，總部設在日內瓦。創始成員國有77個，現已擴展到134個。
1963年在第18届联合国大会讨论召开贸易和发展会议问题时，73个亚非拉发展中国家和南斯拉夫、新西兰共同提出一个联合宣言，当时称为七十五国集团。后来肯尼亚、韩国、越南共和国（前南越）加入，新西兰宣布退出。1964年6月15日，77个国家在日内瓦召开的第一届联合国贸易和发展会议上发表了《日內瓦聯合宣言》（又称为《七十七国联合宣言》），提出了关于国际经济关系、贸易与发展的一整套主张。七十七国集团由此成立。七十七国集团不设总部、秘书处等常设机构，也没有章程或预算，每次联大或贸发会议前该组织都要举行部长会议，以研究对策，统一步调。纽约和日内瓦是七十七国集团两个主要活动中心，在维也纳和罗马等多边外交活动较多的地点均有分支。集团主席由来自亚非拉三大区域的成员国按地区原则轮流担任，任期一年。2023年主席国为古巴。

## 政策
七十七國集團成立初期奉行裁軍和反對種族隔離的政策，另一個共同立場是支持根除西方主導的經濟殖民主義和依賴理論所稱的邊陲國家現象的「國際經濟新秩序」。七十七國集團「國際經濟新秩序」的主張於1974年聯合國大會中獲得通過成為「建立國際經濟新秩序宣言」。
七十七國集團最常被批評的問題之一是對國際環境倡議態度消極，因為多數成員國寧願先重視經濟發展與脫貧問題。

## 成員國

成員國分佈圖

原則上歐盟、經濟合作與發展組織（OECD）與集體安全條約組織（CSTO，前蘇聯成員）的絕大多數國家不會是七十七國集團成員。紐西蘭與韓國、墨西哥加入OECD後退出七十七国集團，羅馬尼亞與賽普勒斯加入歐盟後退出七十七国集團。以下为七十七国集团官网上的成员国名单。其中73个国家为创始成员国，以打*号标记。
在七十七国集團组织官網中，中华人民共和国名列正式成員。虽然中华人民共和国政府迄今未承認自身為成員國，但是依然例行參加該集團會議。故该组织常以“七十七国集团＋中国”（G77+China）名义对外发布宣言及指代该组织。
1. 阿富汗*
2. 阿尔及利亚*
3. 安哥拉
4. 安地卡及巴布達
5. 阿根廷*
6. 巴哈马
7. 巴林
8. 不丹
9. 玻利维亚*
10. 巴西*
11. 布吉納法索*
12. 柬埔寨*
13. 喀麦隆*
14. 中非*
15. 智利*
16. 中国[註 1]
17. 哥伦比亚*
18. 刚果共和国*
19. 古巴
20. 刚果民主共和国*
21. 多米尼克
22. 埃及
23. 薩爾瓦多*
24. 赤道几内亚
25. 衣索比亞*
26. 斐济
27. 加彭*
28. 格瑞那達
29. 几内亚*
30. 海地*
31. 印度*
32. 印度尼西亞*
33. 伊朗*
34. 伊拉克*
35. 牙买加*
36. 约旦*
37. 基里巴斯
38. 科威特*
39. 黎巴嫩*
40. 賴索托
41. 利比里亚*
42. 利比亞*
43. 马达加斯加*
44. 马拉维
45. 马来西亚*
46. 馬爾地夫
47. 马绍尔群岛
48. 毛里塔尼亚*
49. 模里西斯
50. 密克羅尼西亞聯邦
51. 蒙古国
52. 摩洛哥*
53. 莫桑比克
54. 緬甸*
55. 纳米比亚
56. 瑙鲁
57. 尼泊尔*
58. 尼加拉瓜*
59. 尼日尔*
60. 奈及利亞*
61. 阿曼
62. 巴基斯坦*
63. 巴拿马*
64. 巴拉圭*
65. 秘魯*
66. 菲律賓*
67. 卢旺达*
68. 圣基茨和尼维斯
69. 圣卢西亚
70. 薩摩亞
71. 聖多美和普林西比
72. 沙烏地阿拉伯*
73. 塞内加尔*
74. 塞舌尔
75. 新加坡
76. 所罗门群岛
77. 南非
78. 南蘇丹
79. 斯里蘭卡*
80. 巴勒斯坦國
81. 苏丹*
82. 苏里南
83. 叙利亚*
84. 泰國*
85. 东帝汶
86. 多哥*
87. 千里達及托巴哥*
88. 突尼西亞*
89. 乌干达*
90. 阿联酋*
91. 坦桑尼亚*
92. 乌拉圭*
93. 委內瑞拉*
94. 越南*（1964年－1975年由 越南共和国代表）
95. 葉門*
96. 尚比亞
97. 辛巴威

### 已退出的原成員國
打*号的四个原成员国为创始成员国。
1. 新西兰，1963年七十五国集团（七十七国集团前身）成员国，但在1964年正式成立七十七国集团之前就已经退出。
2. 墨西哥*（1964年－1994年），加入经济合作与发展组织后退出。
3. 大韓民國*（1964年－1996年），加入经济合作与发展组织后退出。
4. 南斯拉夫*（1964年－2003年），虽然20世纪90年代 南斯拉夫社會主義聯邦共和國已解体，但仍留在成员国名单中，并注明“不能参与七十七国集团的活动”。2003年从成员国名单中剔除（这一年 南斯拉夫联盟共和国改名 塞爾維亞與蒙特內哥羅）。
5. 賽普勒斯*（1964年－2004年），加入欧盟后退出。
6. 馬爾他（1976年－2004年），加入欧盟后退出。
7. 帛琉（2002年－2004年）
8. 羅馬尼亞（1976年－2007年），加入欧盟后退出。

## 另見
- 22國集團
- 不結盟運動
- 第三世界
- 南南合作

## 外部連結
- 官方網站（页面存档备份，存于）